# Jimma Aba Jifar FC
Der Jimma Aba Jifar Football Club, früher auch bekannt als Jimma City (amharisch ጅማ አባ ጅፋር), ist ein Fußballverein aus Jimma in Äthiopien. Der Verein spielte in der höchsten nationalen Liga, der äthiopischen Premier League und konnte in der Saison 2017/18 erstmals die nationale Meisterschaft gewinnen.

## Geschichte
Der Verein wurde im Jahr 1983 gegründet, schaffte allerdings erst nach der Saison 2016/17 den Aufstieg von der Ethiopian Higher League in die höchste Spielklasse.
Mit dem Aufstieg nahm der Verein auch etwas Geld für neue Spieler in die Hand, um die allererste Saison in der Premier League erfolgreich gestalten zu können. Unter anderem wurden mit dem ghanaischen Torhüter und Nationalspieler Daniel Adjei und dem Nigerianer Okiki Afolabi zwei Legionäre verpflichtet.
Dank dieser Verstärkungen gelang es Jimma Aba Jifar eine wettbewerbsfähige Mannschaft auf den Platz zu bringen und sich in seiner allerersten Premier-League-Saison direkt die Meisterschaft zu sichern. Nach dem Titelgewinn wechselte der Meistertrainer Gebremedhin Haile zur Saison 2018/19 zum Ligakonkurrenten Mekelle 70 Enderta FC, welcher ebenfalls 2016/17 zusammen mit Jimma Aba Jifar in die erste Liga aufstieg. Haile gewann in dieser Saison auch mit Mekelle 70 Enderta die Meisterschaft.
Als äthiopischer Meister nahm der Klub an der CAF Champions League 2018/19 teil. Nachdem in der Vorrunde der dschibutische Vertreter AS Ali Sabieh/Djibouti Télécom mit 5:3 ausgeschaltet wurde, verlor man in Runde 1 gegen al Ahly SC knapp mit 1:2.  Dadurch rutschte Jimma Aba Jifar in den CAF Confederation Cup, schied aber in der Play-off-Runde gegen Hassania d’Agadir deutlich mit 1:5 aus dem Wettbewerb aus. Die erste Spielzeit nach der Meisterschaft lief für den Klub mit einem 5. Platz am Saisonende noch recht erfolgreich.
Die Saison 2019/20 wurde aufgrund der COVID-19-Pandemie nach 17 Spieltagen abgebrochen und nicht gewertet. Jimma Aba Jifar belegte zu dem Zeitpunkt den 14. Tabellenplatz und belegte damit einen Abstiegsrang. Außerdem wurde der Verein im Jahr 2020 von der FIFA für drei Transferfenster mit einer Transfersperre belegt, nachdem es zu Problemen bei der Gehaltsauszahlung des ghanaischen Keepers Daniel Adjei gekommen war. Nachdem der Verein in der Spielzeit 2020/21 dem Abstieg in der Relegation noch knapp entgehen konnte, machte sich in der Folgesaison die Transfersperre erschwert bemerkbar und der Klub stieg am Ende der Saison 2021/22 ab.
Nach dem Abstieg belegte Jimma Aba Jifar in der Ethiopian Higher League zunächst den 8. und in der Folgesaison den 12. Tabellenplatz. Für die Saison 2024/25 wurde der Verein nicht für die Ethiopian Higher League angemeldet.

## Stadion
Der Klub trägt seine Heimspiele im Jimma-Stadion aus, welches eine Kapazität von 15.000 Zuschauern hat. Während der Saison 2020/21 fanden die Spieltage 7 bis 11 im Stadion der Jimma-Universität statt.

## Titel und Erfolge
- Äthiopische Premier League (1×): 2017/18

## Abschneiden in CAF-Wettbewerben
- CAF Champions League: 1 Teilnahme

2018/19 – Erste Runde
- CAF Confederation Cup: 1 Teilnahme

2018/19 – Play-off-Runde

## Bekannte Spieler
- Daniel Adjei
- Okiki Afolabi

## Bekannte Trainer
- Gebremedhin Haile (2017–2018)